# Stadtschlaining
Stadtschlaining (ungerska: Városszalónak) är en stadskommun i det österrikiska förbundslandet Burgenland. Kommunen har 2012 invånare (2024) Stadtschlaining ligger cirka 8 km nordost om distriktshuvudorten Oberwart.

## Historia
Ortens historia är nära knuten till borgen Schlaining. Orten grundades av Andreas Baumkircher under andra hälften av 1400-talet, som var herre av Schlaining och som hade fått handelsprivilegier av kejsar Fredrik III för en stad som skulle grundas. Baumkircher kallade även paulinorden till staden och lät uppföra kyrkan och klostret.
Efter att hans släkt hade dött ut förlänades staden och borgen 1527 åt den ungerska adelsfamiljen Batthyány som ägde dem i mer än 300 år.
Staden tillhörde Ungern fram till 1921 när hela Burgenland införlivades med Österrike.

## Stadsbild
Stadens centrum omges fortfarande av den gamla stadsmuren från 1400-talet som är upp till 4 meter tjock och försedd med torn och bastioner. Även gatunätet är fortfarande delvis medeltida medan husen byggts om och ut under 1700- och 1800-talen. Kulturhistoriskt intressanta är:
- borgen Schlaining
- den sengotiska katolska stadskyrkan
- den evangeliska kyrkan från 1700-talet
- den tidigare synagogan som idag inrymmer fredsbiblioteket.

## Orter
Kommunen består av fem orter (Ortschaften) (inom parentes invånarantal 1 januari 2024):
- Altschlaining (282)
- Drumling (229)
- Goberling (401)
- Neumarkt im Tauchental (386)
- Stadtschlaining (714)

## Näringsliv
Stadtschlaining är serviceort med några få industriföretag (träindustri och keramikproduktion).
Europeiskt universitetscentrum för fredsstudier har sitt säte i Stadtschlaining.